# Petäjäsaari (ö i Finland, Norra Savolax, Kuopio, lat 63,14, long 28,34)
Petäjäsaari är en ö i Finland. Den ligger i sjön Vuotjärvi och i kommunen Kuopio i den ekonomiska regionen  Kuopio ekonomiska region  och landskapet Norra Savolax, i den centrala delen av landet, 400 km nordost om huvudstaden Helsingfors. Öns area är 26,9 hektar och dess största längd är 0,9 kilometer i nord-sydlig riktning.